# Paul West (Pianist)
Paul West (eigentlich: Paul Albert Rickenbacker, * 12. November 1935 in Hollywood, Los Angeles; † 12. Dezember 2011) war ein US-amerikanischer Jazzpianist und Sänger.

## Leben und Wirken
West wuchs in Los Angeles, New York und Oklahoma auf, bevor seine Familie 1948 nach Seattle zog. Sein Vater war Radiomoderator, seine Mutter professionelle Sängerin und Pianistin. Er besuchte die Lowell High School in San Francisco, anschließend studierte er am San Jose State College, wo er begann, als professioneller Musiker zu arbeiten. Nach seiner Rückkehr nach Seattle 1955 setzte er sein Studium an der Seattle University fort und spielte regelmäßig im Club Colony. Nach Ableistung des Militärdienstes hatte er Engagements in verschiedenen Nachtclubs. Anfang der 1960er Jahre lebte er eine Zeitlang mit dem Bassisten Chuck Metcalf und dessen Frau, der Sängerin und Pianistin Joni zusammen. Im Hauptberuf arbeitete er in der Werbeagentur Kraft, Smith and Lowe. Bekanntheit erlangte er in den 1970er Jahren durch sein Trio BLT (Bacon, Lettuce and Tomato) mit dem Bassisten Rolf Johnson und der Sängerin Gail Clements. West lebte bis auf einen fünfjährigen Aufenthalt in Thousand Oaks, Kalifornien in Seattle und arbeitete von 1991 bei Microsoft, bis er sich 1998 zur Ruhe setzte. In den 2000er Jahren erschienen drei Alben, u. a. bei Origin Records, mit Eigenkompositionen und Coverversionen des Great American Songbook. Er starb im Alter von 76 Jahren an Prostatakrebs.
Dave Nathan verglich in seiner Besprechung des Albums Lucky So and So den Künstler mit Hipstern wie Mark Murphy, Mose Allison und Bob Dorough.

## Diskographische Hinweise
- Lucky So and So (Origin, 2001)
- Being Alone (2003)
- Words & Music by Paul West and Mark Brown (O2A Records, 2007)